# Cavariella angelicae
Cavariella angelicae är en insektsart. Cavariella angelicae ingår i släktet Cavariella och familjen långrörsbladlöss. Inga underarter finns listade i Catalogue of Life.